# 727 Nipponia
727 Nipponia este un asteroid din centura principală, descoperit pe 11 februarie 1912, de Adam Massinger.